# 世界!超マネー研究所
『世界!超マネー研究所』（せかい!ちょうマネーけんきゅうしょ）は、2005年4月23日から2005年9月17日まで毎週土曜日19:00 ‐19:57(JST）に日本テレビで放送されていたバラエティ番組である。

## 概要
お金にまつわるバラエティ番組として、前番組『億万のココロ・愛しのマネー$伝説』を引き継ぐ形で放送が開始された。前番組で司会を務めた羽鳥慎一に代わって陣内智則が司会に加わった。
しかし、前番組と同様、「脳内エステ IQサプリ」（フジテレビ系列）、「爆笑問題のバク天!」（TBSテレビ系列）に苦戦に強いられ、半年で終了。
この番組のみスポンサー全社のカラー表示を行った。番組終了と同時に「土曜スーパースペシャル」から続いた日本テレビ・土曜夜7時の全社1分提供はこの番組が最後となった。その後、全社のカラー表示は「嗚呼!!みんなの動物園」になった2020年10月に再開している。

## レギュラー出演者
- 笑福亭鶴瓶
- 鈴江奈々
- 陣内智則

## スタッフ
- 天の声/中村啓子
- ナレーター/武田広
- 構成/渡辺哲夫、川島浩司、鈴木浩介、つかはら、小野高義、堀江利幸、中倉けんじ
- 総合演出/石田昌浩
- プロデューサー/鈴江秀樹、黒岩直樹、上田識喜、竹内尊実
- チーフプロデューサー/政橋雅人
- 制作協力/安寿、えすと

## エンディングテーマ
- 「友よ」 千綿ヒデノリ
- 「Message」北原愛子（GZCA-5065 ニューアルバム「Message」に収録）